# German Darts Open 2020
Die German Darts Open 2020 sollten ursprünglich als ein Turnier der European Darts Tour 2020 im Rahmen der PDC Pro Tour 2020 vom 10. bis 12. April in der Sparkassen-Arena in Jena ausgetragen werden. Wegen der COVID-19-Pandemie wurde die vierte Austragung des gleichnamigen Ranglistenturniers jedoch abgesagt. Als neuer Termin wurde zunächst der Zeitraum zwischen dem 10. und 12. Juli festgelegt. Da dieser Termin und eine erneute Verschiebung auf den 11. bis 13. September jedoch wegen der anhaltenden Pandemie auch nicht eingehalten werden konnten, wurde das Turnier schließlich abgesagt.